# Resonance
「resonance」（レゾナンス）は、2008年6月11日にリリースされたT.M.Revolutionの22枚目のシングル。発売元はエピックレコード。

## 概要
- 前作「vestige -ヴェスティージ-」から約3年ぶりのシングル。累計売上は8.5万枚（オリコン調べ）を記録した[1]。
- タイトル曲「resonance」はテレビ東京系アニメ『ソウルイーター』オープニングテーマ、カップリング曲「soul's crossing」はWii用ゲーム『ソウルイーター モノトーンプリンセス』テーマソングに使用。
- 初回限定盤は本作のミュージック・ビデオを収録したCD+DVD盤とCD+Blu-ray Disc盤の2種類があり、MVには今までのシングルMVの映像が使用されている。
- 通常盤[2]・DVD盤[3]・Blu-ray Disc盤[4]ではジャケットがそれぞれ異なり、DVD盤とBlu-ray Disc盤ではMV以外の特典が異なる。
- DVD盤→通常盤→Blu-ray Disc盤、と3枚並べると1つの写真になる。

## 収録曲
全曲作詞：井上秋緒　作曲・編曲：浅倉大介
1. resonance
出版社：テレビ東京ミュージック
2. soul's crossing
出版社：ソニー・ミュージックアーティスツ

## 収録アルバム
- CLOUD NINE（初回限定盤B）（#1,#2）
- GEISHA BOY -ANIME SONG EXPERIENCE-（#1）
- 2020 -T.M.Revolution ALL TIME BEST-（#1）